# Arbeitsminister (Israel)
Der Arbeitsminister (hebräisch שַׂר הָעֲבוֹדָה Sar haʿAvōdah) leitete des Arbeitsministeriums Israels als Kabinettsmitglied. Das Amt wurde mit Gründung des Staates Israel 1948 geschaffen, damals als Minister für Arbeit und Bau (hebräisch שַׂר הָעֲבוֹדָה וְהַבִּנּוּי Sar haʿAvōdah wəhaBinnūj). Ein Jahr später hieß es dann Minister für Arbeit und Wohlfahrt. 1951 erhielt das Amt dann die Bezeichnung Ministerin für Arbeit, Wohnungsbau und öffentliche Sicherheit (hebräisch שְׂרַת הָעֲבוֹדָה, הַשִׁכּוּן וְהַבִּטּוּחַ הָעֲמָמִי Srat haʿAvōdah, haSchikkūn wəhaBiṭṭūach haʿAmamī).

## Liste
| Name                 | Partei                     | Amtsbeginn        | Amtsende          | Kab’nt. (Ministerpräsident)                                   |
| -------------------- | -------------------------- | ----------------- | ----------------- | ------------------------------------------------------------- |
| Mordechai Gutgeld    | Mapam                      | 14. Mai 1948      | 10. März 1949     | Prov (Ben-Gurion)                                             |
| Golda Meʾir          | Mapai                      | 10. März 1949     | 19. Juni 1956     | 1., 2., 3., 4. (Ben-Gurion) 5., 6. (Scharett) 7. (Ben-Gurion) |
| Mordechai Nemirovsky | Mapai                      | 19. Juni 1956     | 17. Dezember 1959 | 7., 8. (Ben-Gurion)                                           |
| Georg Josephthal     | Mapai                      | 17. Dezember 1959 | 2. November 1961  | 9. (Ben-Gurion)                                               |
| Jigʾal Allon         | Mapai; HaMaʿarach (ʿAvoda) | 2. November 1961  | 1. Juli 1968      | 10. (Ben-Gurion) 11., 12., 13. (Eschkol)                      |
| Josef Almogi         | HaMaʿarach (ʿAvoda)        | 8. Juli 1968      | 10. März 1974     | 13. (Eschkol) 14., 15. (Meʾir)                                |
| Jitzchak Rabin       | HaMaʿarach (ʿAvoda)        | 10. März 1974     | 3. Juni 1974      | 16. (Meʾir)                                                   |
| Mosche Barʿam        | HaMaʿarach (ʿAvoda)        | 3. Juni 1974      | 20. Juni 1977     | 17. (Rabin)                                                   |